# Parco naturale del Monte Fenera
Il parco naturale del Monte Fenera è un'area naturale protetta di 3378 ettari, situata sulle colline della bassa Valsesia, attorno al monte Fenera (899 m s.l.m.). Nella zona è inoltre stato istituito il sito di interesse comunitario Monte Fenera (IT1120003). Il parco si estende sui Comuni di Boca, Borgomanero, Cavallirio, Grignasco, Prato Sesia, Valduggia.

## Storia
Sul suo territorio sono stati ritrovati i resti litici e ossei riferiti all'Uomo di Neanderthal della cultura musteriana (tardo paleolitico) e dell'orso delle caverne: il carsismo ha infatti formato varie cavità, tra cui il Ciutarun, la Ciota Ciara e la grotta del Belvedere, nelle quali sono stati effettuati tali ritrovamenti. Alcuni ritrovamenti sono datati tra l'età del bronzo e l'età del ferro: questi ritrovamenti, insieme ad altri medievali e di età romana, sono conservati nel Museo di Paleontologia e Archeologia di Borgosesia.
Il parco naturale è stato istituito nel 1987.

## Il monte Fenera
Il parco prende il nome dall'omonimo monte. Il monte è una cima isolata molto arrotondata nella Valsesia meridionale alta 899 M.s.l.m., a 894 metri di altitudine si trova la chiesa di san Bernardo. Il nome "monte fenera" significa "monte delle fate".

## Trekking
Il parco è attraversato da sentieri per il trekking tra cui il sentiero 768, 769 e 772.